# مانک
مانک (به انگلیسی: Monk) یک مجموعه تلویزیونی آمریکایی به کارگردانی اندی برکمن است که از ۱۲ ژوئیه ۲۰۰۲ تا ۴ دسامبر ۲۰۰۹ از شبکه یواس‌ای نتورک پخش شده‌است. مانک با ۹٫۴۴ میلیون تماشاگر رکورد پربیننده‌ترین مجموعه تلویزیونی اینترنتی را در آمریکا شکسته‌است.

## داستان مجموعه
آدرین مانک در سال ۱۹۵۸ در سان فرانسیسکو بدنیا آمد. او و برادرش امبروز دوران کودکی سختی را پشت سر گذاردند. مادرشان در تربیت آن‌ها زنی بسیار سخت گیر بود که از هر گونه تماس جسمی با آنان خودداری می‌کرد. پدرشان وقتی ادرین ۸ ساله بود از همسرش جدا می‌شود، او یک روز می‌گوید که می‌رود تا برایشان غذای چینی بخرد ولی آنان را ترک می‌کند و دیگر بازنمی‌گردد تا اینکه یکی از روزهای کریسمس پدرش برمیگردد و می‌بیند ادرین یک کاراگاه موفق شده‌است و رفته رفته ارتباط خوبی بینشان برقرار می‌شود و داستان‌های جالبی پیش می‌آید. مانک دچار بسیاری از وسواس‌های فکری-رفتاری-وسواس شست‌وشو-وسواس قرینه ای و فوبیا یا هراس‌های بیمارگونه می‌شود که سبب رنجشش می‌شود.
در دانشگاه، مانک خیلی زود دلباخته ترودی الیسون هم دانشگاهی خود می‌شود همچنین ترودی نیز او را بسیار دوست دارد و با هم ازدواج می‌کنند. پس از دانشگاه، مانک وارد خدمت پلیس می‌شود. این دوران بهترین روزهای زندگی اوست. در زندگی زناشویی خوشبخت است و با هوش بسیار خود در کار به دام انداختن خلافکاران از کارآمدترین‌ها شمرده می‌شود.
این خوشبختی چندان دوام نمی‌یابد. در ۱۴ دسامبر ۱۹۹۷ ترودی در یک بمب‌گذاری در خودرو کشته می‌شود. زندگی ادرین نابود شده و فقط با کمک پرستار شخصی اش شارونا فلامینگ و روانشاسش دکتر چارلز کروگر به زندگی ادامه می‌دهد و به علت اختلالات روانی از کار کنار گذاشته می‌شود و نشان پلیسش را از دست می‌دهد البته بعدها نشانش را پس می‌گیرد اما بخاطر دلایلی از شغلش استعفا می‌دهد وبه گارگاه بودنش ادامه می‌دهد. بعدها بعد از اخراج شدنش از پلیس سروان لیلند استاتل مایر و ستوان رندی دیشر متوجه می‌شوند باید مانک را بازگرداند تا با کمک او پرونده‌های دشوار را حل کنند. ادرین پرونده‌های دشوار و سخت را پشت سر می‌گذارد که ناگهان شارونا به علت ازدواج دوباره با همسرش،کارش را ترک می‌کند و به راه دور می‌رود، ادرین، ناتالی تیگر را که مادر دختر نوجوانی است و چند سال پیش همسرش در نیروی دریایی مرده‌است، به نام دستیار منشی همدم و همکار برمی‌گزیند تا جای خالی شارونا را پر کند. ناتالی نیز بسیار به مانک وفادار است و ارتباط دوستانه بسیار صمیمی دارند.
در یکی از قسمت‌ها دکتر چارلز کروگر به علت سکته می‌میرد و ادرین بسیار ناراحت شده و دکتر جدیدی را به نام دکتر بل برای خود برمی‌گزیند تا جای خالی دکتر کروگر را پر کند. مانک تمام قتل‌هایی که رخ داده بود را حل کرده بود بجز پروندهٔ قتل همسرش ترودی. ترودی هدیه ای برای او در آخرین کریسمسی که حضور داشت تهیه کرده بود. قرار بود مانک هدیه را تا روز کریسمس باز نکند. وقتی ترودی به قتل رسید آدرین هدیه را هیچ وقت باز نکرد. تا اینکه در آخر فیلم ناتالی او را راضی می‌کند که هدیه را باز کند. درون کادو نواریست که ترودی از خود ضبط کرده‌است. مانک متوجه می‌شود که ترودی قبل از ازدواج با مانک با استاد حقوق خود رابطه داشته و حاصل این رابطه دختری است که خانواده دیگری مسئولیت بزرگ کردن آن را دارد. زمانی که مانک متوجه این می‌شود دختر به سن دانشگاه رسیده‌است. مانک با کمک لیلند استاتل و رندی دیشر آن دختر را پیدا می‌کند و پیش او می‌رود. بعد از آن مانک می‌خواهد که از دنیای کاراگاهی بیرون بیاید اما دختر ترودی مانع از آن می‌شود و به او می‌گوید که تو برای این کار ساخته شده‌ای و مانک دوباره به سرکار خود و حل پرونده‌ها بازمی‌گردد.

## بازیگران
- تونی شالهوب: آدرین مانک
- ترایلور هاوارد: ناتالی تیگر
- تد لواین: سروان لیلاند استاتلمایر
- جیسون گری-استنفورد: ستوان رندی دیشر
- استنلی کامل: دکترچارلز کروگر
- بیتی شرم: شارونا فلمینگ
- هکتور الیزوروند: دکتر بل
- امی کلارک:جولی تیگر

## قسمت‌ها و بینندگان
| فصل | قسمت | زمان پخش          | بینندگان (میلیون) |
| --- | ---- | ----------------- | ----------------- |
| 1   | ۱۲   | October 18, 2002  | ۴٫۸               |
| 2   | ۱۶   | March 5, 2004     | ۵٫۴               |
| 3   | ۱۶   | March 4, 2005     | ۵٫۵               |
| 4   | ۱۶   | March 17, 2006    | ۶٫۳۸              |
| 5   | ۱۶   | March 2, 2007     | ۵٫۷               |
| 6   | ۱۶   | February 22, 2008 | ۶٫۸۸              |
| 7   | ۱۶   | February 20, 2009 | ۵٫۶۴              |
| 8   | ۱۶   | December 24, 2009 | ۹٫۴۴              |

## افتخارات و جایزه‌ها
- جایزه امی ۲۰۰۳ برای بهترین بازیگر مرد مجموعه طنز تلویزیونی به تونی شالهوب
- جایزه امی ۲۰۰۳ برای بهترین موسیقی متن به جف بییل
- گلدن گلوب ۲۰۰۳ برای بهترین بازیگر مرد مجموعه طنز تلویزیونی به تونی شالهوب
- جایزه امی ۲۰۰۵ برای بهترین بازیگر مرد مجموعه طنز تلویزیونی به تونی شالهوب
- جایزه امی ۲۰۰۶ برای بهترین بازیگر مرد مجموعه طنز تلویزیونی به تونی شالهوب

## تولید دوباره قسمت‌های جدید
در سال ۲۰۱۲ بود که تولید قسمت‌های جدید مانک کلید خورد و مراحل طراحی فیلمنامه و داستان هم انجام شده بود اما به علت نبود بودجه تولید قسمت‌های جدید مانک لغو شد.

## آدرین مانک و ویروس کرونا
در سال ۲۰۲۰ به دلیل ویروس کرونا، یک فیلم کوتاه دربارهٔ رعایت قوانین بهداشتی با حضور آدرین مانک، ناتالی تیگر، رندی دیشر و سروان لیلند استاتل مایر ساخته و منتشر شد.

## فهرست رمان‌هایی که سریال مانک از روی آن ساخته شده‌است
این رمان‌ها توسط اندی برکمن نوشته شده‌است و سریال مانک از روی داستان‌های این رمان‌ها (تا رمان شماره ۸) ساخته شد. این رمان‌ها با روایت ناتالی تیگر در کتاب نوشته شده‌است.
| شماره رمان | نام رمان                        | شابک               | تاریخ انتشار رمان | دربارهٔ رمان |
| ---------- | ------------------------------- | ------------------ | ----------------- | --- |
| 1          | Mr. Monk Goes to the Firehouse  | شابک ‎۰−۴۵۱−۲۱۷۲۹−۲ | ۳ ژانویه ۲۰۰۶     | این رمان داستان فصل یک سریال مانک است. (سریال ساخته شده)                                                                    |
| 2          | Mr. Monk Goes to Hawaii         | شابک ‎۰−۴۵۱−۲۱۹۰۰−۷ | ۵ ژوئیه ۲۰۰۶      | این رمان داستان فصل ۲ سریال مانک است. (سریال ساخته شده)                                                                     |
| 3          | Mr. Monk and the Blue Flu       | شابک ‎۰−۴۵۱−۲۲۰۱۳−۷ | ۲ ژانویه ۲۰۰۷     | این رمان داستان فصل ۳ سریال مانک است. (سریال ساخته شده)                                                                     |
| 4          | Mr. Monk and the Two Assistants | شابک ‎۰−۴۵۱−۲۲۰۹۷−۸ | ۳ ژوئیه ۲۰۰۷      | این رمان داستان فصل ۴ سریال مانک است. (سریال ساخته شده)                                                                     |
| 5          | Mr. Monk in Outer Space         | شابک ‎۰−۴۵۱−۲۲۰۹۸−۶ | ۳۰ اکتبر ۲۰۰۷     | این رمان داستان فصل ۵ سریال مانک است. (سریال ساخته شده)                                                                     |
| 6          | Mr. Monk Goes to Germany        | شابک ‎۰−۴۵۱−۲۲۰۹۹−۴ | ۱ ژوئیه ۲۰۰۸      | این رمان داستان فصل ۶ سریال مانک است. (سریال ساخته شده)                                                                     |
| 7          | Mr. Monk Is Miserable           | شابک ‎۰−۴۵۱−۲۲۵۱۵−۵ | ۲ دسامبر ۲۰۰۸     | این رمان داستان فصل ۷ سریال مانک است. (سریال ساخته شده)                                                                     |
| 8          | Mr. Monk and the Dirty Cop      | شابک ‎۰−۴۵۱−۲۲۶۹۸−۴ | ۷ ژوئیه ۲۰۰۹      | این رمان داستان فصل ۸ سریال مانک است. (سریال ساخته شده)                                                                     |
| 9          | Mr. Monk in Trouble             | شابک ‎۰−۴۵۱−۲۲۹۰۵−۳ | ۱ دسامبر ۲۰۰۹     | این رمان داستان فصل ۹ سریال مانک است. (سریال به علت نبود بودجه ساخته نشد)                                                   |
| 10         | Mr. Monk Is Cleaned Out         | شابک ‎۰−۴۵۱−۲۳۰۰۹−۴ | July 6, 2010      | این رمان داستان فصل ۱۰ سریال مانک است. (هیچ برنامه ای جهت ساخت این فصل وجود ندارد)                                          |
| 11         | Mr. Monk on the Road            | شابک ‎۰−۴۵۱−۲۳۲۱۱−۹ | ۴ ژانویه ۲۰۱۱     | این رمان داستان فصل ۱۱ سریال مانک است. (هیچ برنامه ای جهت ساخت این فصل وجود ندارد)                                          |
| 12         | Mr. Monk on the Couch           | شابک ‎۰−۴۵۱−۲۳۳۸۶−۷ | ۷ ژوئن ۲۰۱۱       | این رمان داستان فصل ۱۲ سریال مانک است. (هیچ برنامه ای جهت ساخت این فصل وجود ندارد)                                          |
| 13         | Mr. Monk on Patrol              | شابک ‎۰−۴۵۱−۲۳۶۶۴−۵ | January 3, 2012   | این رمان داستان فصل ۱۳ سریال مانک است. (هیچ برنامه ای جهت ساخت این فصل وجود ندارد)                                          |
| 14         | Mr. Monk Is a Mess              | شابک ‎۰−۴۵۱−۲۳۶۸۷−۴ | June 5, 2012      | این رمان داستان فصل ۱۴ سریال مانک است. (هیچ برنامه ای جهت ساخت این فصل وجود ندارد)                                          |
| 15         | Mr. Monk Gets Even              | شابک ‎۰−۴۵۱−۲۳۹۱۵−۶ | December 31, 2012 | این رمان داستان فصل ۱۵ سریال مانک است. (هیچ برنامه ای جهت ساخت این فصل وجود ندارد)                                          |
| 16         | Mr. Monk Helps Himself          | شابک ‎۰−۴۵۱−۲۴۰۹۳−۶ | ۴ ژوئن ۲۰۱۳       | این رمان داستان فصل ۱۶ سریال مانک است. (هیچ برنامه ای جهت ساخت این فصل وجود ندارد)                                          |
| 17         | Mr. Monk Gets on Board          | شابک ‎۰−۴۵۱−۲۴۰۹۵−۲ | ۷ ژانویه ۲۰۱۴     | این رمان داستان فصل ۱۷ سریال مانک است. (هیچ برنامه ای جهت ساخت این فصل وجود ندارد)                                          |
| 18         | Mr. Monk Is Open for Business   | شابک ‎۰−۴۵۱−۴۷۰۵۶−۷ | ۳ ژوئن ۲۰۱۴       | این رمان داستان فصل ۱۸ سریال مانک است. (هیچ برنامه ای جهت ساخت این فصل وجود ندارد)                                          |
| 19         | Mr. Monk and the New Lieutenant | شابک ‎۰−۴۵۱−۴۷۰۵۸−۳ | ۶ ژانویه ۲۰۱۵     | این رمان داستان فصل ۱۹ سریال مانک است و به گفته اندی برکمن آخرین رمان مانک است. (هیچ برنامه ای جهت ساخت این فصل وجود ندارد) |